# Rolf Krauss
Rolf Krauss (...) è un egittologo tedesco.
Rolf Krauss ha realizzato, in collaborazione con gli studiosi Erik Hornung, David A. Warburton una cronologia completa della storia dell'antico Egitto dal titolo Ancient Egyptian Chronology .

## Opere
- Erik Hornung, Rolf Krauss, David A. Warburton, Ancient Egyptian Chronology,  Brill Academic Publishers 2006